# خیرالله خیرخواه
خیرالله خیرخواه (زادهٔ ۱۹۶۷) سیاست‌مدار اهل افغانستان است. او وزیر کنونی اطلاعات و فرهنگ افغانستان و وزیر سابق داخله  این کشور است. وی عضو طالبان و والی سابق هرات است. او در بازداشتگاه گوانتانامو در کوبا محکومت خود را سپری کرد تا اینکه در سال ۲۰۱۴ آزاد شد.
محسن اسلام‌زاده گفتگوی مفصلی با او انجام داد که از شبکه پرس تی‌وی پخش شد.